# Flik's Flyers
Flik's Flyers was een luchtballonnencarrousel in het Amerikaanse attractiepark Disney California Adventure Park die geopend werd op 7 oktober 2002 als onderdeel van het themagebied "a bug's land", en werd gesloten op 15 september 2018, eveneens met het sluiten van ditzelfde parkdeel. De attractie stond in het teken van de film Een luizenleven.

## Beschrijving
Bezoekers namen plaats in ballonmandjes die gemaakt zijn door het personage Flik uit de film Een luizenleven. Ze waren gecreëerd met verschillende objecten uit de grote mensen-wereld, zoals satéprikkers, papier en fastfood-bakjes, die allemaal aan elkaar waren gebonden met touwtjes aan boomblaadjes in de vorm van een ballon. Elke ballon was vervolgens weer bevestigd met twijgjes aan een taartvorm in het centrum van de attractie, waaromheen de ballonnen vlogen.
Wanneer de attractie opstartte, waren er enkele geluidseffecten te horen die het kraken en piepen van het systeem voor moesten stellen.
Een soortgelijke attractie is te vinden in Tokyo DisneySea. Daar heet hij de Blowfish Balloon Race.